# Сармантаевка
Сармантаевка — село в Володарском районе Астраханской области, входит в состав Мултановского сельсовета. Население 152 человек (2010), из них 97% — этнические казахи, преобладающие также и на территории Мултановского сельсовета и всего Володарского района .

## География
Село находится в юго-восточной части Астраханской области, в дельте реки Волги, на острове, образованном рекой Лебяжинка. Пешеходный мост связывает Сармантаевку с центром сельсовета — селом Мултаново.
Уличная сеть состоит из одного географического объекта: ул. Курмангазы.
Абсолютная высота  24 метров ниже уровня моря.
Климат
умеренный, резко континентальный, характеризуется высокими температурами летом и низкими — зимой, малым количеством осадков, а также большими годовыми и летними суточными амплитудами температуры воздуха.
Часовой пояс
Сармантаевка, как и вся Астраханская область, находится в часовой зоне МСК+1. Смещение применяемого времени относительно UTC составляет +4:00.

## Население
| 2002 | 2010 |
| ---- | ---- |
| 125  | ↗152 |

Национальный и гендерный состав
По данным Всероссийской переписи, в 2010 году численность населения села составляла 152 человека (71 мужчина и 81 женщина, 46,7 и 53,3  %% соответственно).
Согласно результатам переписи 2002 года, в национальной структуре населения казахи составляли 100 % из общего числа в 125 жителей.
| Национальность | Численность (2010) | Процент |
| -------------- | ------------------ | ------- |
| Казахи         | 146                | 97,4%   |
| Русские        | 4                  | 2,6%    |
| Всего          | 151                | 100%    |

## Инфраструктура
Основные инфраструктурные объекты находятся в соседнем  Мултаново.

## Транспорт
Переход в к региональной автодороге 12 ОП РЗ 12Н 042  Мултаново - Нововасильево - Блиново 